# Triloculinoides
Triloculinoides es un género de foraminífero bentónico de la subfamilia Miliolinellinae, de la familia Hauerinidae, de la superfamilia Milioloidea, del suborden Miliolina y del orden Miliolida. Su especie tipo es Triloculinoides magnus. Su rango cronoestratigráfico abarca desde el Mioceno medio hasta la Actualidad.

## Clasificación
Triloculinoides incluye a las siguientes especies:
- Triloculinoides kurilyensis
- Triloculinoides magnus